# Fru Oda Nielsens afrejse til Amerika
Fru Oda Nielsens afrejse til Amerika er en dansk dokumentarisk stumfilm fra 1907, der er instrueret af Peter Elfelt.

## Handling
Skuespillerinde Oda Nielsen går ombord med en stor buket blomster. Besøgende går fra borde. Passagerer vinker med lommetørklæder, og skibet lægger fra.